# Stawek (powiat miński)
Stawek – wieś sołecka w Polsce położona w województwie mazowieckim, w powiecie mińskim, w gminie Latowicz.
W latach 1795–1809 – wieś znalazła się pod zaborem austriackim. Od 1809 r. w Księstwie Warszawskim, guberni warszawskiej, powiecie siennickim, a od 1866 r. w powiecie mińskim (od 1868 nazwa powiatu nowomiński). W latach 1870–1954 należała do Gminy Łukówiec, następnie w latach 1955-1972 do Gromadzkiej Rady Narodowej w Jeruzalu. Od 1973 r. należy do gminy Latowicz. W latach 1919–1939 była w granicach województwa warszawskiego, 1939-1945 w Generalnym Gubernatorstwie, 1946-1975 w województwie warszawskim, od 1975 do 1998 r. – w granicach województwa siedleckiego. Od 1999 r. znajduje się w województwie mazowieckim. W pobliżu wsi przepływa rzeczka „Suj”.
Wierni Kościoła rzymskokatolickiego należą do parafii Świętej Trójcy w Latowiczu.

## Części wsi
| SIMC    | Nazwa  | Rodzaj    |
| ------- | ------ | --------- |
| 0677748 | Dębiny | część wsi |

## Historia
W 1880 r. wieś liczyła 11 domów, około 70 mieszkańców i posiadała 173 morgi gruntów rolnych.
W 1975 r. powstało Koło Gospodyń Wiejskich.
W 1970 r. wieś liczyła 147 mieszkańców, a w 2000 r. 93 mieszkańców. Przyrost naturalny w latach 1970-2000 wyniósł -36,7%. W 1988 r. we wsi były 32 domy, a w 2009 r. – 38 domów.

## Obiekty historyczne
W centrum wsi usytuowany jest dwuramienny krzyż, ustawiony w połowie XIX w. jako votum chroniące od epidemii cholery oraz kapliczka mająca ponad 100 lat.